# Колібрі-смарагд багамський
Колі́брі-смара́гд багамський (Riccordia elegans) — вимерлий вид серпокрильцеподібних птахів родини колібрієвих (Trochilidae). Він був описаний за єдиним зразком, зібраним у 1960 році. Його походжження є невідомим, однак, ймовірно, птах походив з Багамських островів або з Ямайки.

## Статус
Багамський колібрі-смарагд відомий лише за голотипом, який зберігається в Природничому музеї в Трінзі. Вид вважається вимерлим.  Ймовірно, причиною його вимирання було знищення природного середовища або хижацтво з боку інтродукованих хижих ссавців.